# Lycium gilliesianum
Lycium gilliesianum ist eine Pflanzenart aus der Gattung der Bocksdorne (Lycium) in der Familie der Nachtschattengewächse (Solanaceae).

## Beschreibung
Lycium gilliesianum ist ein aufrecht wachsender Strauch, der Wuchshöhen von 0,8 bis 2,5 m erreicht. Seine Laubblätter sind unbehaart und werden 3 bis 25 mm lang, sowie 0,8 bis 3,5 mm breit.
Die Blüten sind zwittrig und vierzählig. Der Kelch ist glockenförmig und unbehaart. Die Kelchröhre wird 0,7 bis 1,3 mm lang und ist mit 0,4 bis 1 mm langen Kelchzipfeln besetzt. Die Krone ist röhrenförmig-umgekehrt konische, spreizend und gelb-grün gefärbt. Die Kronröhre erreicht eine Länge von 10 bis 15,5 mm, die Kronlappen werden 1 bis 2 mm lang. Die Staubfäden sind an der Basis fein behaart.
Die Frucht ist eine rote oder dunkel purpurne, eiförmige Beere, die eine Einschnürung aufweist. Sie wird 5 bis 10 mm lang und 7 mm breit.
Die Chromosomenzahl beträgt 2n = 24.

## Vorkommen
Die Art ist in den argentinischen Provinzen Buenos Aires, Córdoba, Chubut, La Pampa, La Rioja, Mendoza, Rio Negro, Neuquen, Salta, San Luis und Santa Cruz verbreitet.

## Systematik
Aufgrund morphologischer Ähnlichkeiten wurde vermutet, dass die Art nahe mit Lycium fuscum verwandt ist, da beide Arten relativ lange, röhrenförmig-umgekehrt konische, vierzählige und gelb-grün gefärbte Kronen besitzen. Molekularbiologische Untersuchungen konnten diese Verwandtschaft jedoch nicht bestätigen. 